# 決戰猩球 (2001年電影)
《決戰猩球》是一部2001年美國科幻片，導演是提姆·波頓，演員有馬克·華伯格、提姆·羅斯及海倫娜·博納姆·卡特等；值得一提的是片中許多演員都扮像成猴子猩猩。
此片是1968年荷里活電影（Planet of the Apes）的重拍版，並重新注入富時代感的新元素，兩者內容均改編自彼埃尔·布勒（Pierre Boulle）著的法語科幻小說《浩劫餘生》（La Planète des singes），而這一次的劇本則由威廉·寶凱士、勞倫斯·康納以及馬克·羅塞薩爾共同執筆。
此片於2001年7月27日上映，1968年版本電影男主角卻爾登·希斯頓也以貴賓身份出現於首映戲院，也是以男主角George Taylor太空人造型出現。

## 劇情
公元2029年，人類為了尋求更大的生活空間而前往其他星球發展。在尋找適合的星球的途中，人類開始用某種新技術培養猩猩，使牠們的學習能力變強，讓猩猩代替人類完成一些簡單的工作。在一次星際巡察任務中，身為太空人男主角的猩猩，所駕駛的飛船遭遇了宇宙黑洞與太空基地失去聯繫。為了拯救自己的搭檔，男主角不顧阻攔獨自一人駕駛飛船到星際進行搜索。可是，最終飛船墜毀到了一個陌生的星球上。
男主角太空船迫降於一不知名及方位的星球，發現這個星球也有人類，但星球竟是由猩猩猿猴掌控武器進行軍事統治。猿人擁有極高的智慧在星球上處於統治地位，而真正的人類卻成為了猿人的奴隸。被一群猿人抓了起來的男主角最終擺脫了猿人的控制，並開始一連串逃避猿人追捕他的行動。他與該星球的幾個人類奴隸去尋求對抗猿人們的方法，更被猿人視為「猿尊人卑」制度的威脅者，兇殘猿軍遂先下手為強，發動殲滅人類行動；為了拯救人類，男主角決定對抗兇殘的猿軍，與他們決一死戰！
為了脫離困境，男主角在受到母猿人的幫助開展逃亡之路。同時男主角一直都在尋找回地球之法，利用儀器想以此與地球聯繫，在逃亡過程中，男主角攜帶的訊號接收器逐漸收到了母船發出的訊號。當男主角帶領其他人類按照訊號的指引前行時，卻發現目的地是猿人祖先最初誕生的地方，而男主角卻辨認出這就是當初的母船，而太空站看起來已是古老的遺跡。
在太空站的記錄中，他驚訝地發現自己竟然穿越了時空。原來太空站搜救自己時遭遇黑洞而墜毀在這個星球上，為了生存，倖存的人員利用猩猩來幫忙工作，最終一隻叫西莫斯的猩猩反抗，並統治星球控制了人類。
男主角帶領人類和猿人戰鬥，正當男主角遇到危險時，他所要尋找的搭檔坐著飛船出現了，所有猿人做跪拜之禮。男主角再次收到風暴信號後，希望能回到地球上，於是坐上飛船離開了這個怪異的星球，可是當回到地球後，太空船迫降在林肯紀念堂上，男主角看到了泰特將軍的石像（擬似美國林肯像，林肯解放黑奴，推測為泰特將軍解放了猿人），猿人亦然演進成現代社會。
這到底是地球還是又回到那個星球？此時男主角的心裏一片惶然。

## 製作
主體拍攝於2000年11月6日開始，拍攝地包含洛杉矶、亞利桑那州和夏威夷。
佈景設計師為歷克·漢烈治斯，服裝設計師是柯琳·艾特伍，而化粧設計及特效則由里克·贝克負責。
在猿人造型上，此次摒棄了近年大行其道的電腦特技，並邀請金像化妝大師歷克碧加（肥佬教授）每天花四小時為演員的化上猿人妝。

## 反響

### 專業評價
爛番茄網站上對這部電影的新鮮度為45%，在156條專業評論中，70條專業評論贊同，86條專業評論反對，平均分為5.5/10 ，觀眾的評價則是27%，獲得普遍不佳的口碑。

### 票房
這部電影票房極佳，淨利賺2億5千900萬美金。

## 外部連結
- 互联网电影数据库（IMDb）上《猿人爭霸戰》的资料（英文）
- 爛番茄上《猿人爭霸戰》的資料（英文）
- Box Office Mojo上《猿人爭霸戰》的資料（英文）
- Metacritic上《決戰猩球》的資料（英文）
- AllMovie上《決戰猩球》的资料（英文）
- Yahoo奇摩電影上《決戰猩球》的資料（繁體中文）
- 開眼電影網上《決戰猩球》的資料（繁體中文）
- 豆瓣电影上《決戰猩球》的資料 （简体中文）
- 时光网上《決戰猩球》的資料（简体中文）
- Solving the Puzzles of "Planet of the Apes"

1. ↑  Fuson, Brian. . The Hollywood Reporter 365 (34). 2000-11-14: 27-36, 81-85 （美国英语）.ProQuest 2467946120